# Cirugía estética

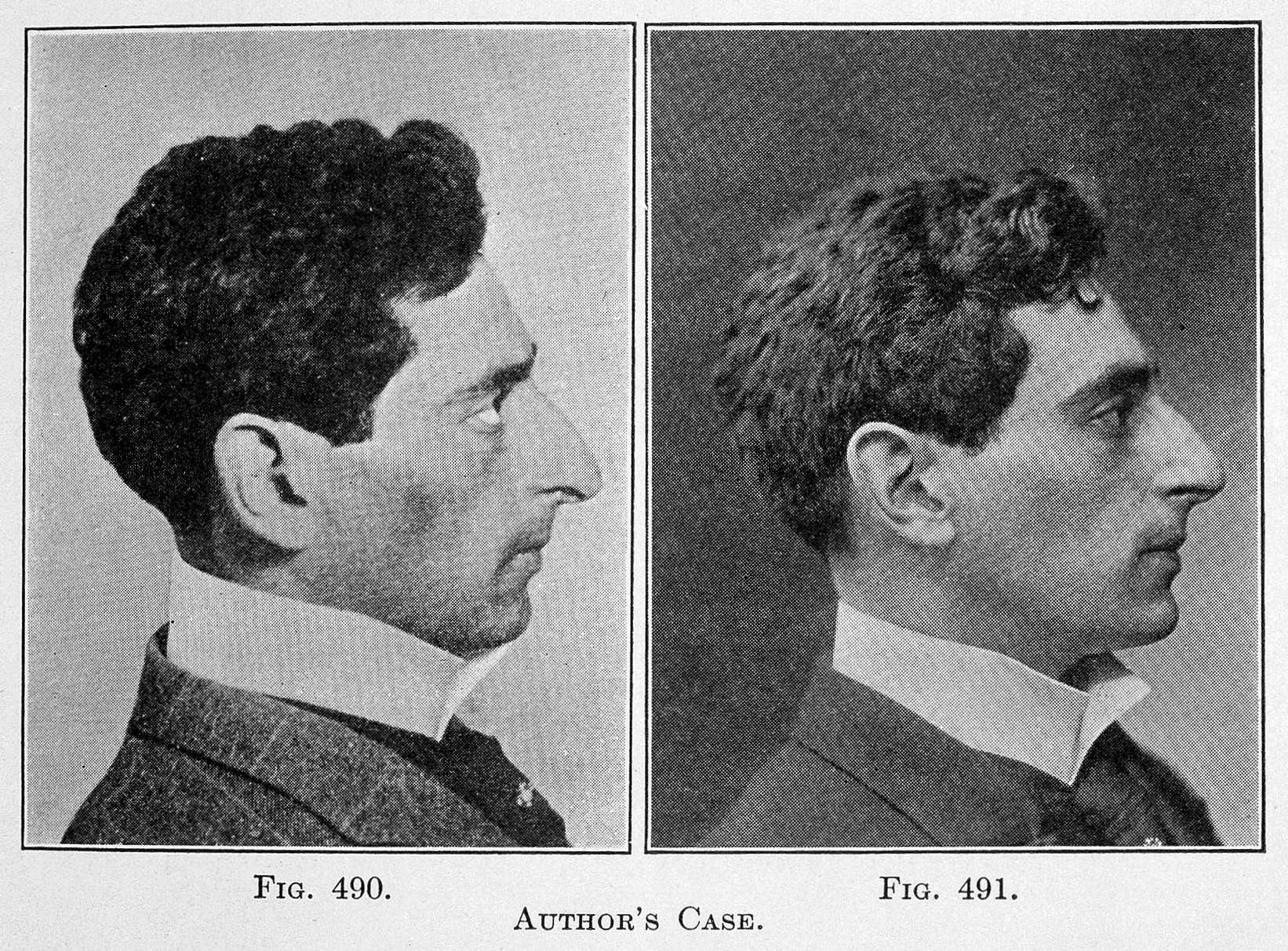
F. Strange Kolle, Cirugía Plástica y Estética

La cirugía estética es una especialidad de la cirugía plástica, orientada a la mejora de la apariencia de ciertas partes del cuerpo, por medio de procedimientos quirúrgicos. La cirugía plástica tiene un gran desarrollo en países americanos como Colombia, México, Brasil, Venezuela, Perú, Chile y Argentina y en países europeos como España, que cuentan con cirujanos plásticos que han hecho importantes aportes a la cirugía plástica mundial. En España, SEME (Sociedad Española de Medicina Estética) afirma que en torno al 43% de la conocida como generación Y ya se ha sometido a un tipo de intervención estética.
El médico capacitado y acreditado para realizar procedimientos de cirugía estética, una rama de la cirugía plástica, es el cirujano plástico. Conlleva una formación diferente según en qué país ejerza, que oscila desde la formación mínima de dos años, en Cirugía General, a la de tres o cuatro años, en la especialidad de Cirugía Plástica.
A diferencia de la cirugía estética, que en la mayoría de sus actuaciones implica un ingreso hospitalario del paciente, en la medicina estética no se utilizan técnicas de cirugía mayor ni que requieran de anestesia general. Algunos de los tratamientos que se realizan en la medicina estética y que no implican cirugía son: tratamiento con ácido hialurónico, toxina botulínica tipo A, peeling químico, mesoterapia facial, entre otros.  
La acreditación como Cirujano Plástico, Reconstructivo y Estético, está supervisada por la Sociedad de Nacionales:
En España es La Sociedad Española de Cirugía Plástica, Reconstructora y Estética (SECPRE). La (ASPS) en Estados Unidos, (AMCPER) México, (SBCP) Brasil, (SCCP) Colombia, (SACPER) Argentina, (SODOCIPRE) Rep. Dominicana; entre otras.
Pero todas están regidas por una Federación Internacional de Cirugía Plástica (FILACP), que acredita y controla estas sociedades.
No son reconocidos por las Sociedades Médicas, en ningún caso, cualquier curso en Cirugía Estética que pudiera estar impartido de forma individual o por Universidades entendidas, sin el aval nacional de Colegios de medicina, consejos de residencias médicas o entidades de salud pública gubernamentales, por el peligro que conllevaría el mal uso de una especialidad tan complicada como esta.
Se debe estar atentos a los pacientes que presentan un trastorno mental por una imagen distorsionada de su propio cuerpo (trastorno dismórfico corporal) y abordarlos terapeúticamente con un equipo interdisciplinario.

## Historia

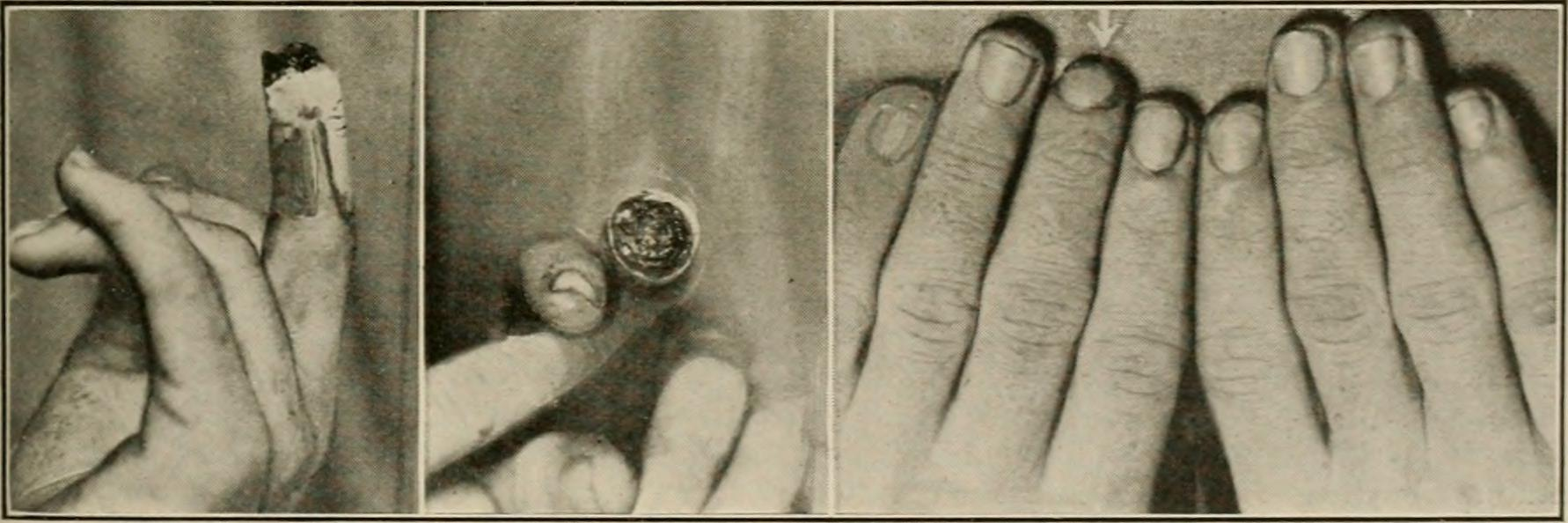
Cirugía plástica en 1919, después de la Primera Guerra Mundial

Los inicios de la cirugía plástica proceden de dos mil años antes de Cristo.
Al principio, se practicaba con el objetivo de corregir el aspecto de las lesiones o heridas que se podían producir por el ecosistema, en caso de los cazadores y recolectores, o por otras personas, en el caso de batallas entre clanes, donde podían haber amputaciones o mutilaciones; por otra parte uno de los castigos más habituales en las civilizaciones antiguas. Uno de los casos de ejemplo y más representativo de estos tipos de castigos, lo encontramos en los antiguos reinos indios, que tenían la costumbre de cercenar la nariz o las orejas, como castigo o compensación por ciertos delitos que pudieran cometer los penados o acusados.
El Susruta Samhita, un texto sánscrito atribuido a Súsruta, uno de los fundadores de la medicina ayurveda (medicina tradicional y alternativa originario del subcontinente indio), ya recoge las primeras intervenciones quirúrgicas realizadas por aquel entonces, como la rinoplastia y la queiloplastia.
En el Imperio romano valoraban la labor del cirujano, máxime cuando era capaz de disimular u ocultar las cicatrices que podían tener los legionarios. Pero también se disfrazaban las marcas que obtuvieran los esclavos, cincelados con una plancha candente. Durante el Imperio Romano la cirugía estética llegó a adquirir tal relevancia, que incluso el emperador Justiniano II se sometió a una rinoplastia, después de que perdiera la nariz en una batalla.
Durante toda la Edad Media las intervenciones estéticas fueron consideradas una práctica obra del demonio, que atentaban contra la Iglesia y la obra divina, por lo que fueron prohibidas por el Papa Inocencio III.
No es hasta el Renacimiento, que resurge la cirugía estética, especialmente en el centro de Europa.
En el siglo XVIII se legalizó la cirugía plástica en Inglaterra, bajo el reinado de Jorge IV, según figura en un artículo publicado en la revista The Gentleman’s Magazine. posteriormente, en el año 1822, Johann Friedrich Dieffenbach, un cirujano de origen alemán, conocido por ser un innovador en la especialidad y cuyos avances en la cirugía habían conseguido fructíferos logros, le dio el impulso definitivo que la convirtió en una herramienta estética que ayudaría, sobre todo, a las víctimas de las dos grandes guerras que estaban por venir.

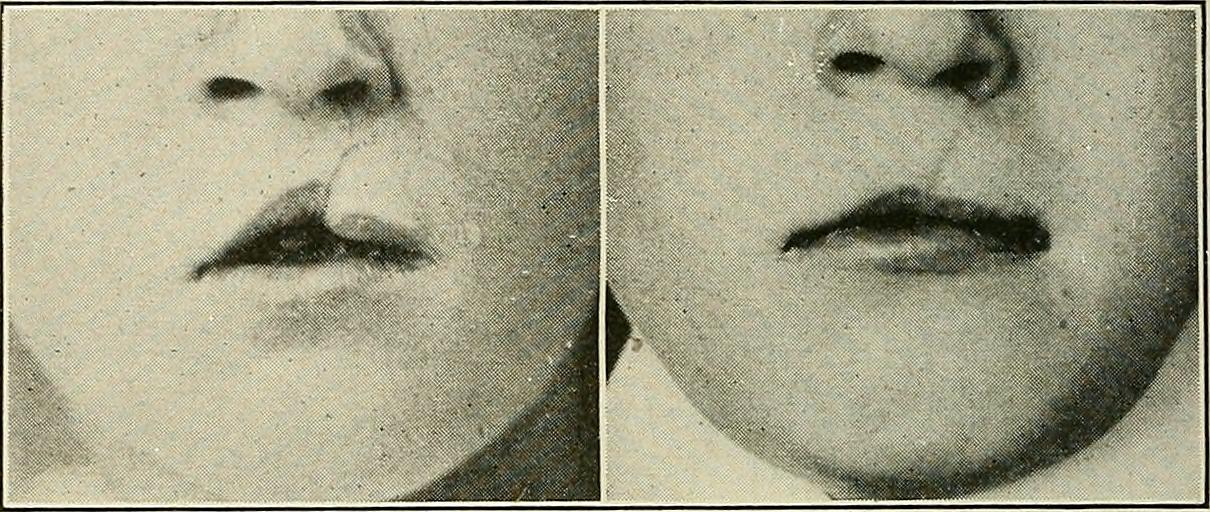

Corre el año 1845, cuando en Europa se realiza la primera intervención conocida, y con éxito, de una otoplastia (una operación de orejas). Esta operación exitosa marca un hito que facilita que otras técnicas de intervención más elaboradas, como la Rinomiosis, cuyos buenos resultados y la ocultación de las cicatrices características, después de una operación de este tipo, beneficiaban notablemente en la mejora del ánimo y de la psicología de quienes se sometían a este tipo de operaciones.
En la Primera Guerra Mundial la cirugía plástica adquiere la relevancia, la proyección, y la utilidad, de la que goza en la actualidad. El ingente número de soldados mutilados y desfigurados, hizo necesaria la creación de centros especializados en cirugía plástica y reconstructiva. Es en muchos de estos centros donde se formaron algunos de los profesionales más prestigiosos e innovadores de la especialidad. En 1921, tras el final de la guerra, aparece la primera sociedad de cirugía plástica en EE.UU: La American Association of Oral and Plastic Surgeons.
En el transcurso de la Segunda Guerra Mundial se amplía el campo de la cirugía plástica, que durante la primera gran guerra se había limitado a las reconstrucciones maxilofaciales, los injertos y las quemaduras.
En España, cirugías las estéticas aumentaron un 215% entre 2013 y 2021, con 204.510 intervenciones ese año. En EE UU, entre 2020 y 2021, las intervenciones quirúrgicas se incrementaron en un 54%. 
En la actualidad Corea del Sur tiene la mayor tasa de operaciones de cirugías estética del mundo. Según la 'International Society of Aesthetic Plastic Surgery' Corea del Sur registras 74 intervenciones por cada 10 000 habitantes, muy por encima de los siguientes: Brasil (55), Taiwán (44), los EE UU (42) y Japón (32).

## Procedimientos

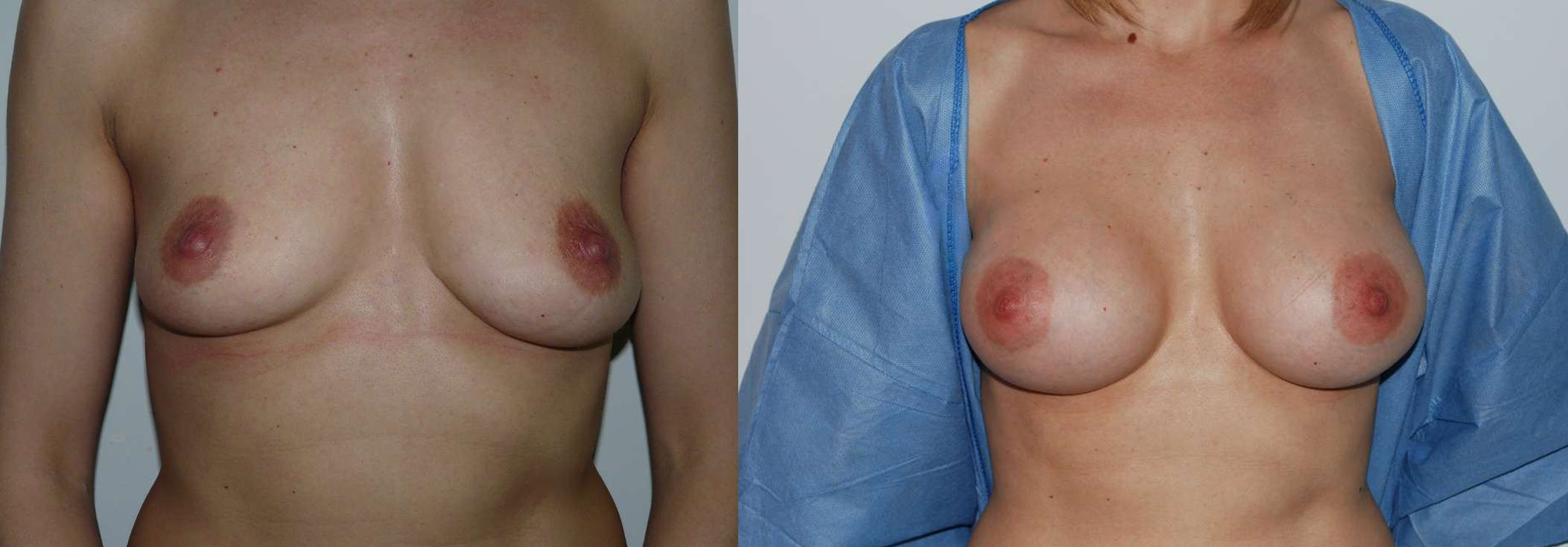
Aumento de senos: pechos antes y después de la incorporación de implantes mamarios

- Abdominoplastia: remodelación y reafirmación del abdomen.
- Blefaroplastia: cirugía de rejuvenecimiento de párpados, resección de piel y bolsas de grasa.
- Dermolipectomía circular o «body lifting»: remodelación del contorno del tronco.
- Ginecomastia: reducción de mamas en los hombres.
- Implantes de busto o mamoplastia de aumento: cirugía en la que mediante prótesis o implantes (de solución salina o gel de silicona) se aumenta el tamaño y la forma de los senos.
- Mamoplastia reductiva.
- Peeling: procedimiento mediante el cual se aplican medios físicos o mecánicos (peeling mecánico o dermoabrasión) o químicos (peeling químico) con el objetivo de retirar o desgastar en diferentes profundidades las capas de la piel.
- Mastopexia: su finalidad es reposicionar los senos en su sitio original.
- Rinoplastia: tiene la finalidad de mejorar estéticamente la nariz.
- Otoplastia: corrección de los defectos congénitos o adquiridos de las orejas.
- Queiloplastia: corrección de los defectos congénitos o adquiridos de los labios.
- Ritidectomía (estiramiento facial): su meta es rejuvenecer la cara en su totalidad mediante el reposicionamiento de los tejidos faciales.
- Lipoescultura: sustracción y moldeamiento de grasa localizada
- Liposucción: sustracción de grasa localizada
- Implante malar: cirugía que pretende corregir la hipoplasia malar mediante la colocación de un implante de silicona especialmente diseñado.
- Implante de ángulo gonial: cirugía que pretende darle definición y/o volumen al ángulo mandibular.
- Mentoplastia: cirugía de aumento o reducción de mentón para corrección de alteraciones en la proyección del tercio inferior de la cara.
- Inyección de materiales de relleno como el ácido hialurónico se utiliza con el objeto de aumentar el volumen de ciertas áreas faciales o corregir defectos o secuelas de accidentes o malformaciones congénitas.
- Vaginoplastia o rejuvenecimiento vaginal.
- Implantes de pantorrilla cirugía para aumentar el tamaño de la pantorilla con prótesis de silicona.
- Inyecciones de plasma rico en plaquetas extraído mediante la centrifugación de la sangre del propio paciente para promover la regeneración celular.[21]

## Casos en los que se desaconseja
- En caso de no comprender correctamente el riesgo que existe de que los resultados de la cirugía no sean los esperados o no ser consciente de los riesgos que puede sufrir durante el proceso que, en ocasiones, es más largo de lo esperado o lo deseado.[22]

- En el caso de ser incapaz, médica o legalmente, de tomar decisiones, o que sufra una alteración en el juicio, como sería la sintomatología propia de un trastorno bipolar, ansiedad depresión, trastorno de personalidad, discapacidad intelectual, esquizofrenia, trastorno delirante.

- Trastorno de la percepción corporal, como podría ser un trastorno dismórfico, bulimia o anorexia, que derivaría en una preocupación exagerada por alguna característica física del propio cuerpo, lo que abarca que esta percepción distorsionada puede ser real o imaginaría.

- Cuando la autoestima del paciente que quiere someterse a este tipo de cirugía está excesivamente centrada en su propio cuerpo y es incapaz de ver más allá de los riesgos que entraña la operación.

- En adolescentes, o personas de corta edad, por el temor de que los cambios estéticos sean irreversibles y les produzcan depresiones en el futuro, cuando, al llegar a la mayoría de edad, decidan que quizá no quisieron hacerse esa intervención quirúrgica.[23]

- La inconsciencia o la falta de comprensión real que corre el paciente al someterse a un tipo de intervención remodeladora de su cuerpo que, en la mayoría de casos, puede llegar a ser irreversible.[24] Es lo que sería una banalización de la cirugía estética.

## Salud mental
Entre los pacientes que se someten a operaciones estéticas hay una mayor incidencia de trastornos del ánimo en comparación con personas que se someten a otro tipo de cirugías. En un estudio danés de 2004, se observó que las mujeres con implantes de mama experimentaban una mortalidad mayor que la población general, debido, en parte, a que multiplicaban por tres la tasa de suicidio. Respecto al trastorno dismórfico corporal (trastorno obsesivo por una preocupación exagerada por la percepción propia), que sufren de media menos del 3% de las personas, puede llegar a un 23% entre quienes buscan una intervención estética, según un estudio de investigadores iraníes.